# Арль (футбольний клуб)
Арль (фр. Athlétic Club arlésien) — французький футбольний клуб з міста Арль, заснований 1913 року. Домашні матчі проводить на стадіоні «Фернан-Фурньє» місткістю 2500 глядачів.
У 2009—2016 виступав під назвою «Арль-Авіньйон», представляючи відповідно міста Арль та Авіньйон та проводив матчі в Авіньйоні на стадіоні «Парк де Спор» місткістю 17 518 глядачів.

## Історія
Клуб був заснований у 1913 році. До 2009 року клуб називався «Арль» представляв однойменне місто, але через старість свого стадіону команда переїхала в Авіньйон і змінила назву на «Арль-Авіньйон». 14 травня 2010 року клуб вперше вийшов у французьку «Лігу 1», за підсумками сезону 2010—2011 займає останнє місце в турнірі і вибуває у другий дивізіон.
За підсумками сезону 2014/15 клуб посів останнє місце у Лізі 2 і потрапив до третього дивізіону, після чого через фінансові проблеми клуб позбувся професійного статусу і його перевели спочатку в Аматорський чемпіонат Франції, а потім — до другого регіонального дивізіону (DHR) ліги Середземномор'я.
З 2016 року клуб повернувся до рідного Арля та повернув історичну назву Athlétic Club arlésien. 2017 року «Арль» піднявся з другого до першого регіонального дивізіону ліги Середземномор'я, однак після першого ж сезону був адміністративно понижений у класі.

## Досягнення
- Кубок Франції з футболу
  - Чвертьфінал (3): 1970, 1973, 2008.

## Відомі гравці
- Абдельмалек Чіррад
- Деде
- Калі
- Андре Айю
- Каба Діавара
- Набі Яттара
- Ангелос Басінас
- Ангелос Харістеас
- Давід Кулібалі
- Шаукі Бен-Саада
- Херман Орнос
- Дезає Корані